# Barberier
Barberier település Franciaországban, Allier megyében. Lakosainak száma 142 fő (2022. január 1.). Barberier Bayet, Broût-Vernet, Étroussat és Saint-Germain-de-Salles községekkel határos.

## Népesség
A település népességének változása:
| Lakosok száma | 170  | 106  | 108  | 120  | 133  | 139  | 143  | 143  | 142  | 142  |
|               | 1968 | 1982 | 1990 | 2006 | 2013 | 2015 | 2017 | 2019 | 2020 | 2022 |